# 한국철학회
한국철학회는 1953년 설립되어 년 2회 학술대회를 개최하고 연구의 결과들을 학술지 『철학』으로 출판하고 있다. 1953년 초대 회장으로 고형곤 교수였으며, 2017년 48대 한국철학회 회장은 호서대학교 김교빈 교수이다.
| 임 원     |                                                                      |
| 회 장:    | 김교빈(호서대)                                                       |
| 부 회 장: | 김양현(전남대), 조광제(철학아카데미), 조은수(서울대), 홍원식(계명대) |
| 사무총장: | 이정환(서울대)                                                       |

| 집행위원회 | |
| 위 원 장:  | 김교빈 회장 |
| 위 원:     | 이진우 직전회장, 임홍빈 차기회장, 김양현 부회장, 조광제 부회장, 조은수 부회장, 홍원식 부회장, 박정하 연구위원장, 이중원 편집위원장, 김세정 발전위원장, 이상훈 대외협력위원장, 김세서리아 여성철학위원장, 박상혁 생명윤리위원장, 김성민 통일한국철학위원장, 김석수 재무위원장, 이지애 철학올림피아드위원장, 손동현 열암철학상운영위원장, 이정환 사무총장 (이외 회장이 임명한 자) |

## 같이 보기
- 한국기독교철학회